# Kate Charlton-Robb
Kate Charlton-Robb es una bióloga australiana especializada en el estudio de los cetáceos.

## Trayectoria

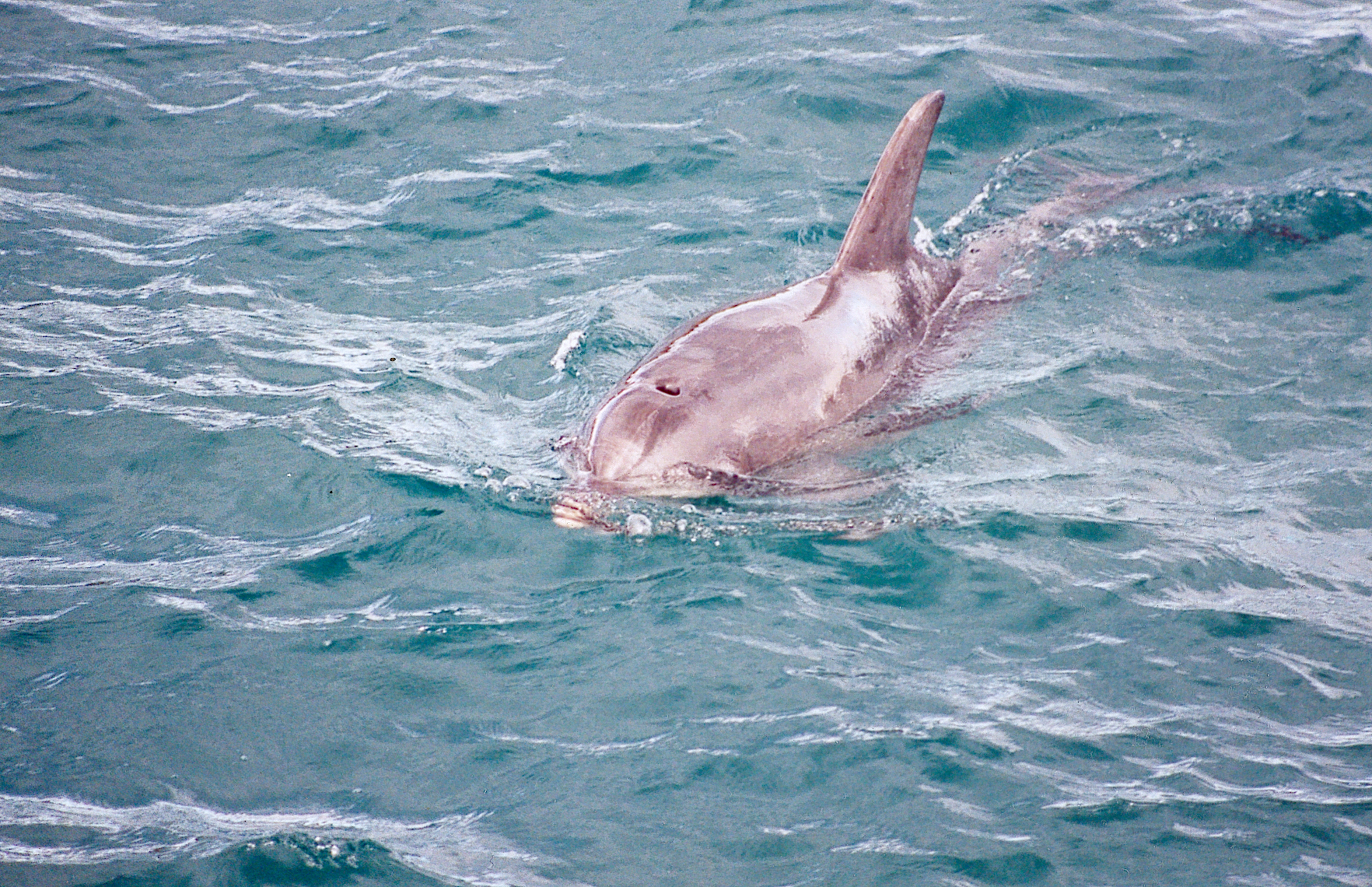
Tursiops australis en Port Phillip, Australia.

Kate Charlton-Robb nació en una villa de la península de Mornington, Victoria, Australia y, desde pequeña, sintió una gran atracción por las aguas del mar, que creció después de comenzar a bucear, lo que la interesó por saber más sobre las especies que viven en ese ambiente, sus interacciones con otros animales y los efectos en ellos del cambio ambiental.  
Se graduó en biología marina en la Universidad de Monash, y comenzó su carrera estudiando los mamíferos marinos, y un momento decisivo de dicha carrera, en sus palabras, fue su asistencia a una conferencia sobre la conservación y la genética de poblaciones de especies crípticas, sorprendiéndose de cuánto se podría averiguar a cerca da los animales estudiado su ADN, comenzando así su camino en la genética de los delfines que fue el foco de sus estudios de doctorado, que realizó en su universidad, bajo la dirección de Steve McKechnie y Andrea Taylor, presentando la tesis titulada Species status and population structure of bottlenose dolphin in southern Australian waters, assessed using genetic markers and morphology.
Su campo de investigación es el estudio del estado y la estructura de las poblaciones de las especies de delfines mulares en aguas del sur de Australia, evaluada mediante la morfología y marcadores genéticos.
Charlton-Robb señaló la posibilidad de una nueva especie de delfín mular, entonces conocido como "Tursiops sp residente en la bahía de Port Phillip y los lagos Gippsland", basada en el estudio de su ADN mitocondrial. 
Más adelante, en un trabajo en colaboración, investigó más profundamente utilizando múltiples regiones de genes de diferentes especies. 
Y más recientemente, Charlton-Robb et al. vincularon la morfoloxía craneal y datos genéticos para completar la caracterización de la nueva especie.
Dado el rango probablemente restringido de esta nueva especie, para Charlton-Robb es un asunto de alta prioridad la protección y conservación de estos animales.
En la actualidad (2013), Charlton-Robb lleva más de 14 años investigando los delfines del sur de Australia, estudiando la estructura y el estado de sus poblaciones utilizando metodologías morfológicas y de múltiples genes, dirigidas a un mayor conocimiento y la evaluación de la taxonomía de los delfínidos, la distribución de sus especies y la genética de sus  poblaciones. 
Kate Charlton-Robb es la fundadora, directora y principal investigadora de la Australian Marine Mammal Conservation Foundation.

## Transcendencia del descubrimiento
Durante mucho tiempo los científicos pensaron que el género Tursiops era monoespecífico, con la única especie Tursiops truncatus, aunque muchos pensaban que podría haber más de una. 
Desde que en 1998 Rice reconoció como válida la especie Tursiops aduncus (que fuera descrita por Ehrenberg en 1833) hubo un creciente consenso de que el género estaba formado por estas dos especies.
Pero los trabajos de Kate Charlton-Robben en genética molecular de los delfines mulares permitieron un mejor conocimiento de este problema, anteriormente insuperable, y la tercera especie, Tursiops australis fue descrita por ella en 2011.
Es la tercera vez que se reconoce una nueva especie de delfín desde finales del siglo XIX.

## Algunas publicaciones
- Dunn, W., Goldsworthy, A., Glencross, D. and Charlton, K. (2001): "Interactions between  bottlenose dolphins and tour vessels in Port Phillip Bay, Victoria". Department of Sustainability and Environment. Melbourne. Australia.
- Charlton, K., Taylor, A. C., McKechnie, S. W. (2006): "A note on divergent mtDNA lineages of bottlenose dolphins from coastal waters of southern Australia". J. Cetacean Res. Manage. 8 (2): 173-179.
- Moller, L., Bilgmann, K. Charlton-Robb, K. and Beheregaray, L. (2008): "Multi-gene evidence for a new bottlenose dolphin species in southern Australia". Molecular Phylogenetics and Evolution 49: 674-681.
- Kylie Owen, Kate Charlton-Robb and Ross Thompson (2011): "Resolving the trophic relations of cryptic species: an example using stable isotope analysis of dolphin teeth". Australian Centre for Biodiversity and School of Biological Sciences, Monash University, Victoria, Australia. Resumen.
- Papakonstantinou, Theo, Kate Charlton-Robb, Richard D. Reina and Gerry Rayner (2013): "Providing research-focused work-integrated learning for high achieving science undergraduates". Asia-Pacific Journal of Cooperative Education 14 (2): 59-73. Resumen

### Otros artículos
- Tursiops australis
- Tursiops

## Abreviatura (zoología)
La abreviatura Charlton-Robb  se emplea para indicar a Kate Charlton-Robb como autoridad en la descripción y taxonomía en zoología.